# 일본의 기념장
일본의 기념장(日本의 記念章)은 일본국 정부가 행하는 표창의 일종으로 국가적 행사 참가자나 관계자를 대상으로 하여 상훈국이 관련 법령에 따라 발행하는 기장이다.

## 상훈국 관할의 기념장
현재까지 상훈국 관련 법령에 의하여 발행된 기념장은 12종으로 그 중에서 지나 사변 기념장이 폐지되었기 때문에 유효한 것은 11종이다. 1945년 이후에는 기념장 대신에 기념 화폐가 발행되게 되었다. 하지만 고이즈미 내각에서 ‘영전 제도의 이상적 방향에 관한 간담회’의 제언을 받던 2002년(헤이세이 14년) 8월 7일 영전 제도의 개혁에 대한 각의 결정에서는 “국제적 재해 구조 활동 등에 참가한 자에게 그 공적을 표창하기 위해 기장 등을 활용하는 것에 대해 검토한다.”라는 구절이 포함되어 있다.

### 일본 제국 헌법 발포 기념장
일본 제국 헌법 발포 기념장(大日本帝国憲法発布記念章)은 1889년(메이지 22년) 8월 3일에 칙령 제103호 〈제국 헌법 발포 기념장 제정의 건〉에 의하여 제정되었다. 수여 대상은 일본 제국 헌법 발포식에 관련된 친왕 이하 판임관보다 상위의 사람이다(제2조). 재질은 금과 은의 두 종류가 있었다(제1조). 기념장의 제작은 에가미 겐지로(江上源二郎, 표면)과 에가미 이치타로(江上一太郎, 이면)이 맡았다. 재료는 금·은·동이 사용되었고, 제조 수는 금 18개, 은 2,251개이다.

### 대혼 25년 축전지장
대혼 25년 축전지장(大婚二十五年祝典之章)은 1894년(메이지 27년) 3월 6일에 칙령 제23호 〈대혼 25년 축전지장 제정의 건〉에 의하여 제정되었다. 메이지 천황과 쇼켄 황태후의 대혼 25년 축전에 초대되어 입궐한 사람에게 수여되었다.(제2조). 재질은 금과 은의 두 종류가 있었다(제1조). 재료는 금·은이 사용되었고, 기념장의 제작은 이케다 타까오(池田隆雄)가 맡았다. 제조 수는 금 33개, 은 1,301개이다.

### 황태자도한기념장
황태자 도한 기념장(皇太子渡韓記念章)은 1909년(메이지 42년) 3월 29일에 칙령 제42호 〈황태자 도한 기념장 제정의 건〉으로 제정되었다. 수여 대상은 황태자 요시히토 친왕의 대한제국 방문에 관련된 한일 양국의 황족 및 주임관 이상의 사람이다(제2조). 재질은 금과 은의 두 종류가 있었다(제1조). 재료는 금·은이 사용되었다.

### 한국병합기념장
한국병합기념장(韓国併合記念章)은 1912년(메이지 45년) 3월 29일에 칙령 제56호 〈한국 병합 기념장 제정의 건〉에 의하여 제정되어 같은 해 8월 1일에 수여되었다. 수여 대상은 한국 병합 사업에 직접 및 수반한 중요 업무에 관여한 자(제3조 1호), 병합 당시 조선에서 근무하던 관리 및 관리 대우자 및 한국 정부의 관리 및 관리 대우자(2호), 종전 한일 관계에 공적이 있는 자(3호)이다. 재질은 황동이며, 원형 제작은 사토 이와오(佐藤磐)가 맡았다.

### 다이쇼대례기념장
제정법령은 1904년(다이쇼 4년) 8월 13일

## 같이 보기
- 일제 강점기의 훈기장